# Episodi di Los Serrano (settima stagione)
La settima stagione della serie televisiva Los Serrano è stata trasmessa in anteprima in Spagna da Telecinco tra il 19 dicembre 2007 e il 1º aprile 2008.
| nº | Titolo originale                        | Titolo italiano | Prima TV Spagna  | Prima TV Italia |
| -- | --------------------------------------- | --------------- | ---------------- | --------------- |
| 1  | No sin mi hijo                          | inedito         | 19 dicembre 2007 | inedito         |
| 2  | La intimidad es una puerta cerrada      | inedito         | 26 dicembre 2007 | inedito         |
| 3  | Sorpresa, sorpresa                      | inedito         | 2 gennaio 2008   | inedito         |
| 4  | Mientras hay resquemor, hay esperanza   | inedito         | 8 gennaio 2008   | inedito         |
| 5  | Cuando el amor llega así de esta manera | inedito         | 15 gennaio 2008  | inedito         |
| 6  | Íntima fémina                           | inedito         | 22 gennaio 2008  | inedito         |
| 7  | Mayormente, lo que sube baja            | inedito         | 29 gennaio 2008  | inedito         |
| 8  | Encontronazos y desencuentros           | inedito         | 5 febbraio 2008  | inedito         |
| 9  | El camino recto de Santa Justa          | inedito         | 12 febbraio 2008 | inedito         |
| 10 | ¿Pero por qué no te callas?             | inedito         | 19 febbraio 2008 | inedito         |
| 11 | Matar a un ruiseñor                     | inedito         | 26 febbraio 2008 | inedito         |
| 12 | Papá cumple 50 años                     | inedito         | 4 marzo 2008     | inedito         |
| 13 | La procesión va por dentro              | inedito         | 11 marzo 2008    | inedito         |
| 14 | El síndrome de Sarkozy                  | inedito         | 18 marzo 2008    | inedito         |
| 15 | Al evitamiento por el alejamiento       | inedito         | 25 marzo 2008    | inedito         |
| 16 | Los padres de ella                      | inedito         | 1º aprile 2008   | inedito         |